# Bandiere della Germania nazista

Bandiera nazionale e mercantile della Germania dal 1933 al 1935

Bandiera nazionale e mercantile della Germania dal 1935 al 1945

Di seguito sono mostrate le bandiere utilizzate durante il periodo nazista in Germania.
Nel Mein Kampf Adolf Hitler scrisse che la bandiera del Partito Nazionalsocialista doveva essere costituita da un panno rosso con un disco bianco, nel cui centro si doveva trovare una svastica nera. Il rosso doveva rivendicare la radice socialista del movimento, il bianco quella nazionalista, la svastica la missione di combattere per la vittoria dell'uomo ariano e per il trionfo dell'idea del lavoro creatore. Oltretutto i colori erano già utilizzati come bandiera dell'Impero tedesco e come bandiera di guerra durante la cosiddetta Repubblica di Weimar.
Dopo la presa del potere da parte del partito nazista con l'elezione di Hitler a cancelliere del Reich nel 1933, la vecchia bandiera dell'Impero tedesco, ripristinata nel 1933, venne sostituita il 15 settembre 1935, dopo la morte del presidente Hindenburg, con questa nuova insegna con la svastica, che rimase in vigore per tutta la durata del Terzo Reich fino alla fine della seconda guerra mondiale.

## Bandiere civili

Bandiera nazionale (1933-1935)
Bandiera nazionale (1935-1945)
Bandiera di servizio del Reich (1935-1945)
Bandiera personale di Adolf Hitler
Bandiera per gli sport d'acqua

## Bandiere di guerra
La bandiera di guerra della Repubblica di Weimar stabilita nel 1933 era identica a quella adottata nel 1922, ma senza la bandiera nero-rosso-oro nel cantone in alto a sinistra. Nel 1935 venne nuovamente cambiata ispirandosi all'insegna di guerra dell'Impero tedesco, fino al 1938. Dal 1938 al 1945 venne istituita la propria bandiera nazionale.

Bandiera di guerra (1933-1935)
Bandiera di guerra (1935-1938)
Bandiera di guerra (1938-1945)

### Ministero della guerra del Reich

Bandiera del Ministero della guerra e del comandante in capo della Wehrmacht (1933-1935)
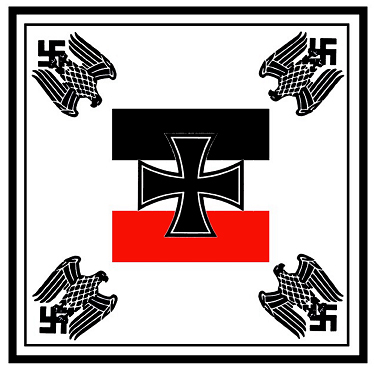
Bandiera del Ministero della guerra e del comandante in capo della Wehrmacht (giugno-ottobre 1935)
Bandiera del Ministero della guerra e del comandante in capo della Wehrmacht (1935-1938)

### Oberkommando der Wehrmacht

Oberkommando der Wehrmacht (1938-1941)
Oberkommando der Wehrmacht (1941-1945)

### Oberkommando des Heeres

Oberkommando des Heeres (1936-1938)
Oberkommando des Heeres (1938-1941)

#### Bandiere per specialità

Bandiera delle unità corazzate

### Kriegsmarine

Bandiera del comandante in capo della marina da guerra (Großadmiral), dal 7 novembre del 1935 al 30 marzo del 1939
Bandiera del comandante in capo della marina da guerra, 1939-1945
Bandiera distintivo di ammiraglio anziano (Generaladmiral)
Bandiera distintivo di ammiraglio (Admiral)
Bandiera distintivo di viceammiraglio (Vizeadmiral)
Bandiera distintivo di contrammiraglio (Konteradmiral)
Bandiera distintivo di commodoro (Kommodore)

### Oberkommando der Luftwaffe

Bandiera dell'Oberbefehlshaber der Luftwaffe (1935-1940, fronte)
Bandiera dell'Oberbefehlshaber der Luftwaffe (1935-1938, retro)
Bandiera dell'Oberbefehlshaber der Luftwaffe (1938-1940, retro)

## Altre organizzazioni

### Maresciallo delGroßdeutsches Reich
Bandiera personale del Reichsmarschall del Reich della Grande Germania, Hermann Göring

1a versione (fronte)
1a versione (retro)
2a versione (fronte)
2a versione (retro)

### SS e organizzazioni sottoposte

Bandiera delle Schutzstaffel
Bandiera della Ordnungspolizei
Bandiera delle Nederlandsche SS (Paesi Bassi)
Bandiera dello Schalburgkorps (Danimarca)

### Hitlerjugend

Bandiera della Hitlerjugend

### Altro

Bandiera del Deutsches Jungvolk
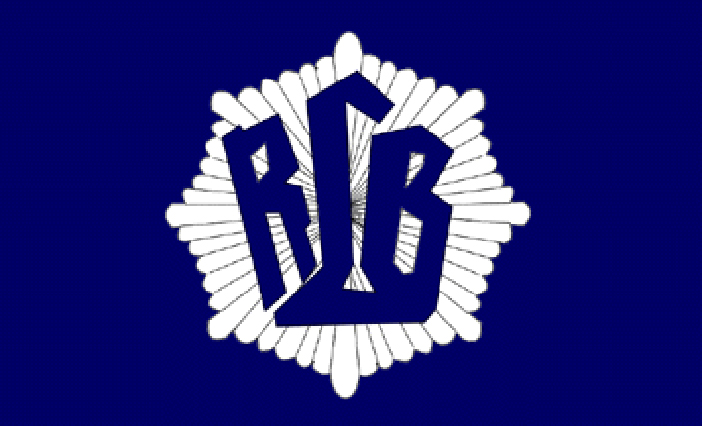
Bandiera del Reichsluftschutzbund
Bandiera della Reichskolonialbund (Lega Coloniale)